# ملکه کامیلا
کامیلا (به انگلیسی: Camilla)، (کامیلا رزماری شاند (به انگلیسی: Camilla Rosemary Shand)؛ سپس پارکر بولز (به انگلیسی: Camilla Parker Bowles)؛ زادهٔ ۱۷ ژوئیه ۱۹۴۷) ملکهٔ بریتانیا و ۱۴ قلمروی مشترک المنافع دیگر به عنوان همسر چارلز سوم است.
ملکه الیزابت دوم در آستانه هفتاد سالگی سلطنتش اعلام کرد که می‌خواهد بعد از او، زمانی که پسرش چارلز به پادشاهی رسید، عروس خود  کامیلا به عنوان «ملکه همسر» شناخته شود.

## زندگینامه و ازدواج اول
کامیلا در ۱۷ ژوئیه ۱۹۴۷ در لندن در خانواده‌ای معمولی زاده شد. پدرش بروس شاند افسر ارتش بود و مادرش رزالیند شاند نام داشت. کامیلا دبیرستان را در مدرسه‌ای در سوئیس تمام کرد. او در اوایل دهه ۱۹۶۰ میلادی با یکی از افسران گارد سواره نظام کاوالری به نام اندرو پارکر بولز بولز آشنا شد. رابطه آنها گاهی قطع و دوباره از سر گرفته می‌شد. شاهزاده چارلز نخستین بار کامیلا را در یک بازی چوگان در سال ۱۹۷۲ ملاقات کرد و عاشق او شد. چارلز اعلام کرد که می‌خواهد با او ازدواج کند. لذا اطرافیان، کامیلا را به عنوان دوست‌دختر چارلز می‌شناختند. اما هنگامی که چارلز برای سفری هشت‌ماهه از بریتانیا رفت اندرو پارکز به کامیلا پیشنهاد ازدواج داد و او پذیرفت. آنها در ژوئیه ۱۹۷۳ ازدواج کردند. حاصل این ازدواج دو فرزند به نام‌های تام زاده ۱۹۷۴ و لورا زاده ۱۹۷۸ بودند.
هرچقدر هم چارلز ممکن است خود را طرد شده دیده باشد، آنها بخشی از زندگی هم بودند. آنها در یک دایره روابط اجتماعی قرار داشتند و چارلز و اندرو با هم چوگان بازی می‌کردند. کامیلا و اندرو از چارلز خواسته بودند که پدرخوانده تام، اولین فرزندشان، باشد. عکس‌های چارلز و کامیلا در کنار هم در حاشیه بازی چوگان نشان‌دهنده یک صمیمیت آرام بین آنهاست.

## اختلافات و جدایی

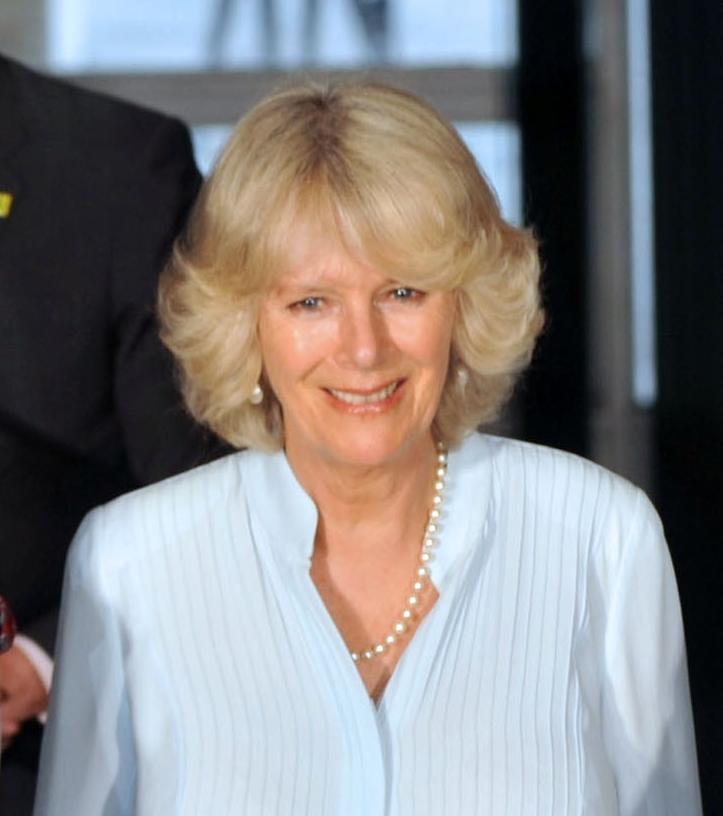
کامیلا در حین یک بازدید در برزیل، سال ۲۰۰۹

بعد از این که چارلز بازگشت با دایانا اسپنسر نامزد شد و در ژوئیه ۱۹۸۱ با او ازدواج کرد. آن‌ها بعدها صاحب دو پسر شدند. هنگامی که این زوج به ماه عسل رفته بودند دایانا عکس‌هایی از کامیلا را که از سررسید چارلز بیرون افتاد دید. در موردی دیگر نیز چارلز با لباسی که روی دکمه‌هایش حرف C حک شده بود سر میز شام حاضر شد و گفت که قبلاً آن‌ها را از زنی هدیه گرفته‌است. با این حال سال‌های اولیه ازدواج این زوج‌ها با آرامش سپری شد تااینکه شایعاتی در مورد رابطهٔ دوبارهٔ چارلز و کامیلا به وجود آمد.
در ۱۹۹۲ نواری از مکالمات ضبط شده چارلز با کامیلا در ۱۹۸۹ منتشر شد. این موضوع موجب تیرگی رابطهٔ چارلز با همسرش دایانا شد و این دو از سال ۱۹۹۲ جدا از هم زندگی کردند.
در سال‌های پس از جدایی کتابی با عنوان دایانا:داستان واقعی‌اش منتشر شد که به داستان واقعی زندگی در دربار از زبان دایانا پرداخته بود. همچنین نواری از مکالمات وی با یکی از محافظانش منتشر شد. در ادامه نیز ماجرای رسوایی کامیلا در رسانه‌ها شکل گرفت که در آن به مکالمات خصوصی چارلز و کامیلا اشاره شده بود.
سرانجام دایانا در ۱۹۹۵ در برنامه پانورامای بی‌بی‌سی شرکت کرد و گفت: خب، در واقع سه نفر از ما در این ازدواج حضور داشتند. او در این برنامه همسرش شاهزادهٔ ولز را دلیل این اتفاقات و کامیلا را عامل اصلی دانست. در همین حال رابطهٔ کامیلا با همسرش اندرو خراب شد و پارکر بولزها اعلام کردند که می‌خواهند طلاق بگیرند و در سال ۱۹۹۵ از هم جدا شدند. چارلز نیز قبلاً به داشتن رابطهٔ عاشقانه با کامیلا اعتراف کرده بود. سرانجام چارلز و دایانا در سال ۱۹۹۶ از هم جدا شدند و دایانا یک سال بعد در یک تصادف رانندگی کشته شد. پس از مرگ دایانا چارلز بر دو پسرش ویلیام و هری تمرکز کرد اما رابطه خود با کامیلا را حفظ کرد.

## ازدواج دوم

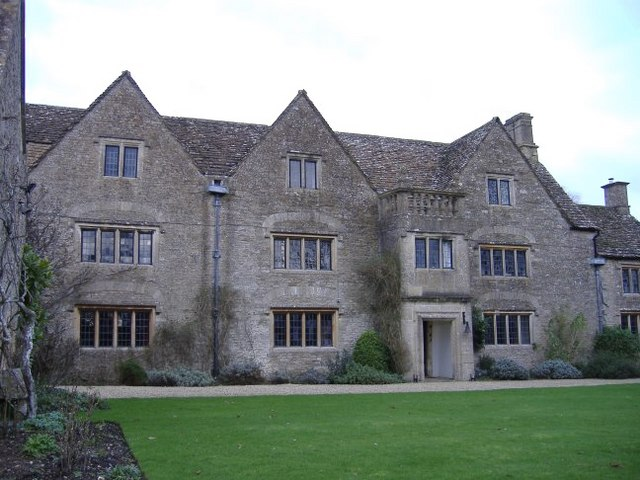
عمارت بولهاید در شمال غربی چیپنهام، در دهکده آلینگتون واقع شده است.

مرگ دایانا باعث شد تا چارلز و کامیلا رابطهٔ خود را علنی کنند. مشکل آن‌ها این بود که علنی کردن این رابطه باعث انتقاد کسانی می‌شد که کامیلا را در به‌هم‌زدن رابطه چارلز و دایانا مقصر می‌دانستند. آن‌ها در یک مراسم در سال ۱۹۹۹ با هم عکس گرفتند. سرانجام کامیلا در سال ۲۰۰۳ به عنوان شریک زندگی چارلز در نظر گرفته شد و برای زندگی به کاخ او نقل مکان کرد. آنها سعی کردند تا حمایت ملکه الیزابت دوم را برای ازدواجشان به دست آورند زیرا بعد از مدت‌ها یک شاهزاده قصد ازدواج با یک مطلقه را کرده بود. سرانجام در فوریه ۲۰۰۵ کاخ باکینگهام خبر نامزدی آنها را به عموم اعلام کرد و ازدواج آن‌ها پس از رفع اختلافاتی با کلیسای انگلستان در ۹ آوریل ۲۰۰۵ انجام شد. مراسم ازدواج آن‌ها در تالار صنف وینزر برگزار شد. پس از این ازدواج چارلز و کامیلا صاحب فرزند نشدند.

## دوشس کورنوال

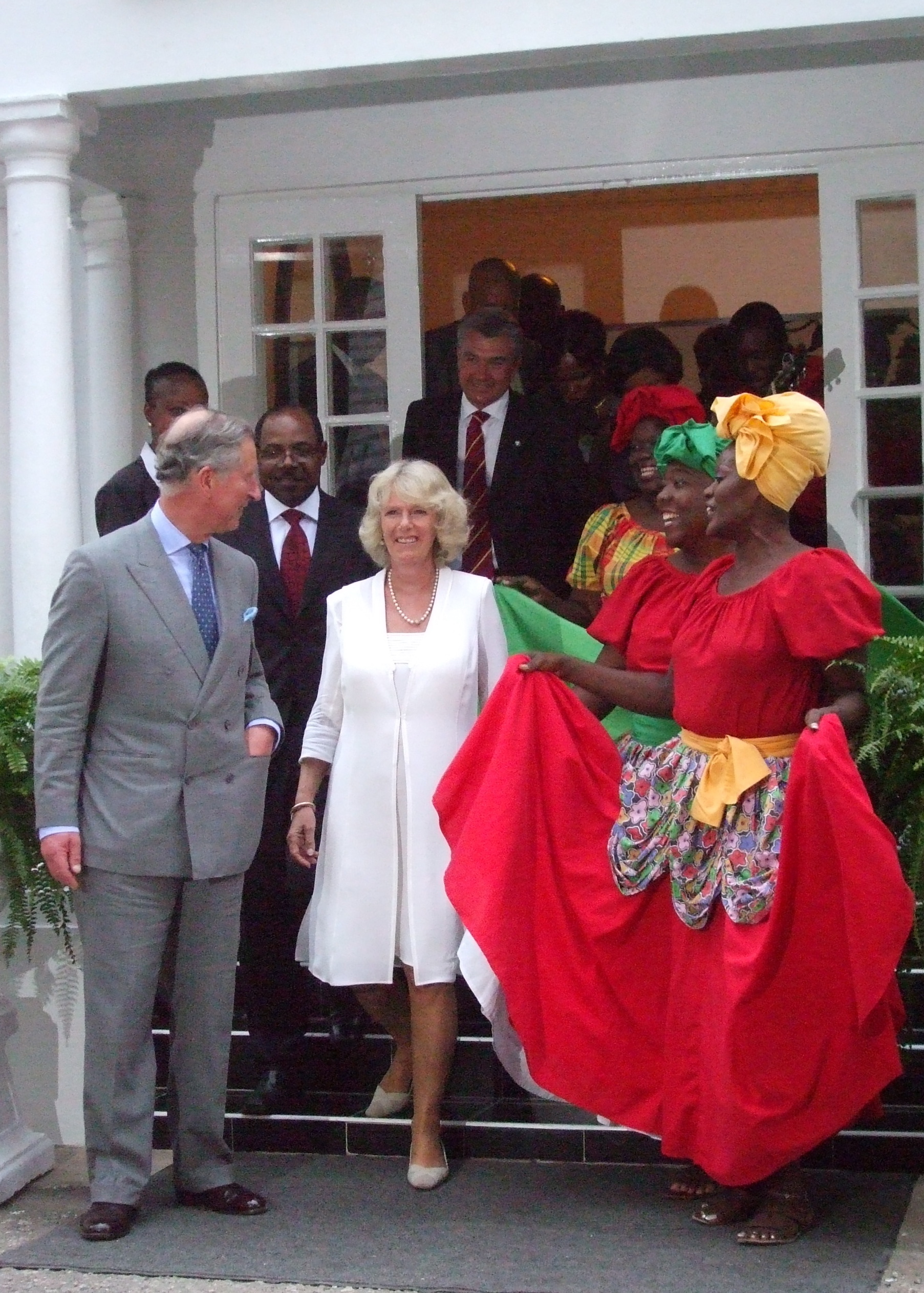
چارلز و کامیلا در جامائیکا، سال ۲۰۰۸

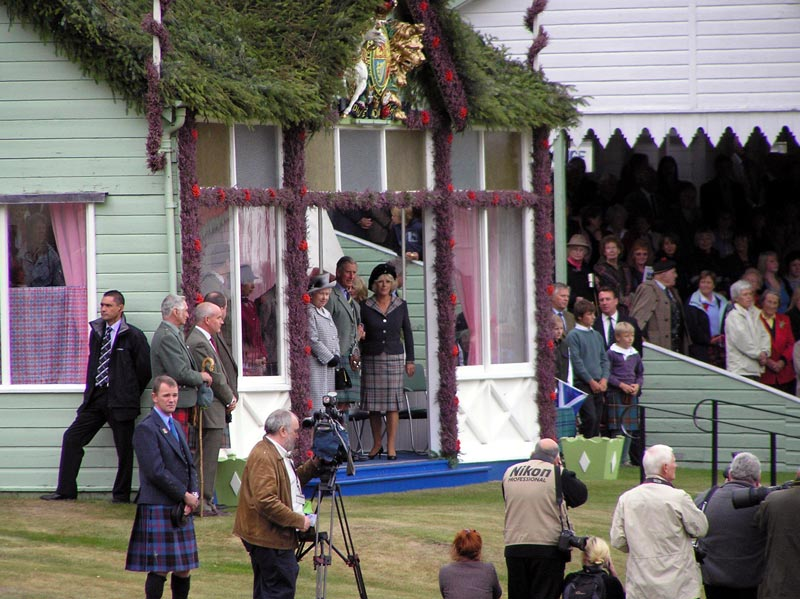
ملکه به همراه چارلز و کامیلا در اسکاتلند، سال ۲۰۰۶

این  ازدواج باعث شد تا کامیلا لقب دوشس کورنوال را دریافت کند.

## همراهی با چارلز
کامیلا به عنوان همسر ولیعهد او را در سفرهای کاری همراهی می‌کند. نخستین سفر وی سفری به ایالات متحده آمریکا در سال ۲۰۰۵ بود. همچنین او خود به تنهایی به نقاط مختلف سفر کرده و در مراسم‌ها و فعالیت‌های عمومی شرکت می‌کند و از مکان‌های عمومی و بیمارستان‌ها بازدید می‌کند. او در سال ۲۰۰۹ همراه با شاهزاده چارلز برای نخستین بار به کانادا سفر کرد. در مارس سال ۲۰۱۰ نیز وی سفری دیگر به ایالات متحده آمریکا انجام داد. کامیلا در سال‌های گذشته همراه با چارلز به مصر، عربستان سعودی و هند سفر کرده‌است. کامیلا همچنین حامی و پشتیبان مدرسهٔ سلطنتی است.

## کنشگری
کامیلا برای آگاهی‌رساندن در این زمینه‌ها تلاش می‌کند:
- پوکی استخوان (که مادر و مادربزرگش به آن مبتلا بوده‌اند)

- خشونت خانگی، تجاوز و خشونت جنسی

- ایجاد یک صفحه عشق به کتاب در اینستاگرام

## عناوین، لقب‌ها و نشان‌ها

نشان ملکه کامیلا

- ۱۷ ژوئیه ۱۹۴۷ — ۴ ژوئیه ۱۹۷۳: دوشیزه کامیلا رزماری شاند
- ۴ ژوئیه ۱۹۷۳ — ۳ مارس ۱۹۹۵: خانمِ اندرو پارکر بولز
- ۳ مارس ۱۹۹۵ — ۹ آوریل ۲۰۰۵: خانمِ کامیلا پارکر بولز
- ۹ آوریل ۲۰۰۵ — ۸ سپتامبر ۲۰۲۲: والاحضرتِ همایونی دوشس کورنوال
  - در اسکاتلند: ۹ آوریل ۲۰۰۵ — ۸ سپتامبر ۲۰۲۲: والاحضرتِ همایونی دوشس رافیسی
- ۸ سپتامبر ۲۰۲۲ — ۶ مهٔ ۲۰۲۳: علیاحضرت ملکه همسر
- ۶ مهٔ ۲۰۲۳ — : علیاحضرت ملکه